# Suriya Jungrungreangkit
Suriya Jungrungreangkit (thai: สุริยะ จึงรุ่งเรืองกิจ), född 10 december 1954 i Bangkok är en thailändsk politiker i Thai Rak Thaipartiet. Sedan 2002 transportminister i Thailand.